# Geigenbach (Großer Regen)
Der Geigenbach, auch Arberseebach genannt, ist ein Bach im Landkreis Regen im Bayerischen Wald, der am Großen Arber entspringt und den Großen Arbersee durchfließt.

## Geographie

### Verlauf
Der Geigenbach entspringt an den Südosthängen des  Großen Arbers (1456 m), dem höchsten Berg des Bayerischen Waldes, auf etwa 1220 m ü. NHN im Naturschutzgebiet Großer Arbersee und Arberseewand. Er verläuft nach Südosten über den Geigenbachfall und durchfließt auf 935 m ü. NHN den Großen Arbersee. Danach unterquert der Geigenbach am Arberseehaus die Staatsstraße 2137 und verläuft parallel zu ihr zur Seebachschleife. Dort mündet er von rechts in den Großen Regen.

### Zuflüsse
- Steinbach (links)
- Tiefe Seige (rechts)